# Guerre d'indépendance turque
Batailles
Guerre gréco-turque
Guerre arméno-turque
Campagne de Cilicie
La guerre d’indépendance turque (en turc : Kurtuluş Savaşı, « guerre de libération ») est le nom donné aux conflits qui se déroulent en Turquie du 19 mai 1919 au 11 octobre 1922, date de la signature de l'armistice : guerre civile turque puis conflits franco-turc, arméno-turc et gréco-turc, qui opposent la résistance nationaliste turque menée par Mustafa Kemal aux puissances alliées victorieuses de l'Empire ottoman à la suite de la Première Guerre mondiale, et à l'armée du sultan ottoman.
Par leur détermination et leurs victoires face aux Grecs et aux Arméniens, les armées kémalistes contraignent les Alliés à une révision du traité de Sèvres et à une renégociation à travers le traité de Lausanne qui s'y substitue en juillet 1923. La guerre d'Indépendance a pour conséquence de provoquer la chute du sultanat turc et du système ottoman antérieur, lequel est remplacé par la république de Turquie. Ce changement radical de régime, largement préparé par le gouvernement des Jeunes-Turcs des années 1908 et suivantes, constitue une étape déterminante du processus révolutionnaire connu dans les années qui suivront sous le terme de kémalisme.

## Histoire

### Débuts

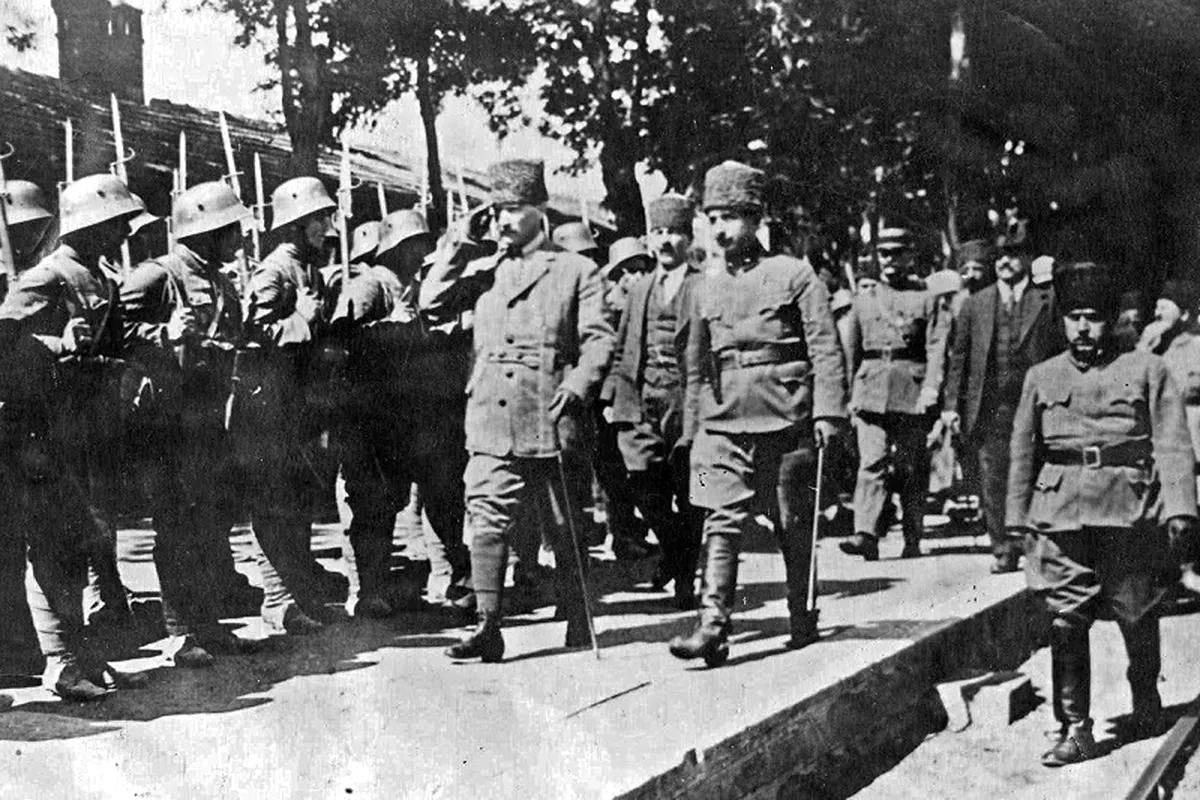
Kemal Pacha et Ismet Pacha, inspectent des soldats pendant la Guerre gréco-turque.

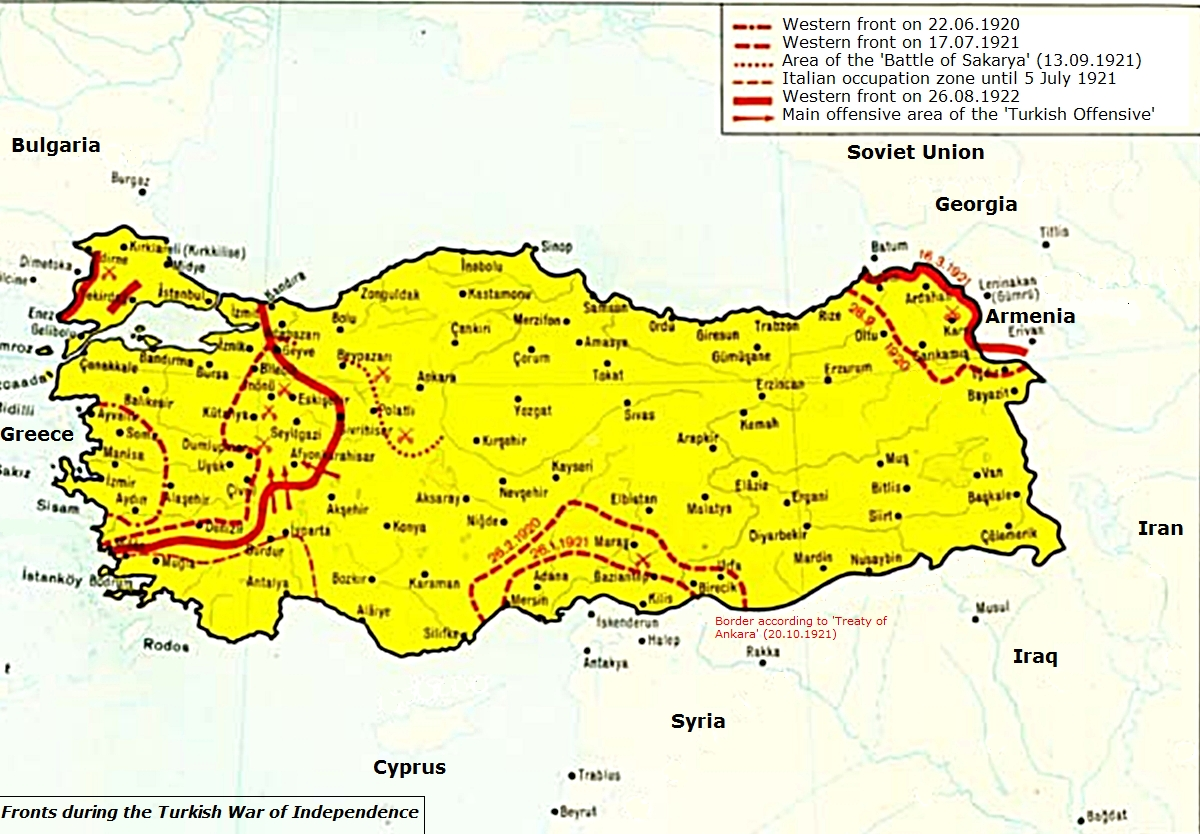
Situation en Anatolie pendant l’occupation : (Ouest, l’armée grecque), (Sud Est, l’armée française et la légion arménienne), (Nord Est, l’armée arménienne).

À l'issue de la Première Guerre mondiale, l'Empire ottoman étant l'un des empires centraux, se retrouve dans le camp des pays vaincus, comme ses alliés l'Empire allemand, l'empire d'Autriche-Hongrie et le royaume de Bulgarie. Le 10 août 1920, le traité de Sèvres, signé entre les alliés et les mandataires du sultan Mehmed VI, ampute l'Empire turc d'une grande partie de ses territoires qui deviennent soit indépendants (Arménie), soit autonomes (Kurdistan turc), soit sont placés sous l'influence et l'occupation des puissances victorieuses (accords Sykes-Picot).
Ainsi, les régions arabophones du Proche-Orient s'émancipent et sont placées pour certaines d'entre elles, sous mandat de la Société des Nations qui les confie à la France (Liban et Syrie) et au Royaume-Uni (Irak et Palestine). Les vilayets de Van, Bitlis, Trébizonde et Erzurum doivent être intégrés à la république indépendante d'Arménie, la détermination de la frontière étant soumise à l'arbitrage du président américain (articles 88 à 94 du traité). Un « territoire autonome des Kurdes » englobant le Sud-Est de l'Anatolie est constitué (articles 62 à 64 du traité) puis placé sous zone d'influence française pour la partie occidentale et britannique pour la partie orientale.
De plus, d'autres zones d'influence sont octroyées :
- aux Français : la Cilicie, jusqu'au nord, bien au-delà de Sivas ;
- aux Italiens : la ville d'Antalya et toute la région avoisinante, ainsi que le Dodécanèse et une zone d'influence allant de Bursa à Kayseri, en passant par Afyonkarahisar.
- aux Grecs : la ville de Smyrne et l'Ouest de l'Anatolie, la Thrace orientale (qui comprend Andrinople et Gallipoli) jusqu'à la Maritsa et les îles.

Enfin, Constantinople, les côtes de la mer de Marmara et les Dardanelles sont démilitarisées. Les détroits sont placés sous le contrôle d'une commission internationale.
Il ne reste à l'Empire ottoman que 783 562 km2 kilomètres carrés (soit environ 23 % des 3 400 000 km2 d'avant la guerre), et un système de « garanties » vient limiter sa souveraineté sur ce territoire restant et notamment sur les détroits stratégiques du Bosphore et des Dardanelles. Entre autres, les finances du pays doivent être administrées par des commissions étrangères, et une grande part des ressources doit être affectée en priorité aux frais d'occupation et au remboursement des indemnités dues aux Alliés. Des commissions sont aussi créées afin de dissoudre intégralement l'armée ottomane pour la remplacer par une force de gendarmerie. Par ailleurs, la police, le système fiscal, les douanes, la poste, les eaux et forêts, la flotte marchande, les écoles privées et publiques doivent être soumis au contrôle permanent des Alliés.

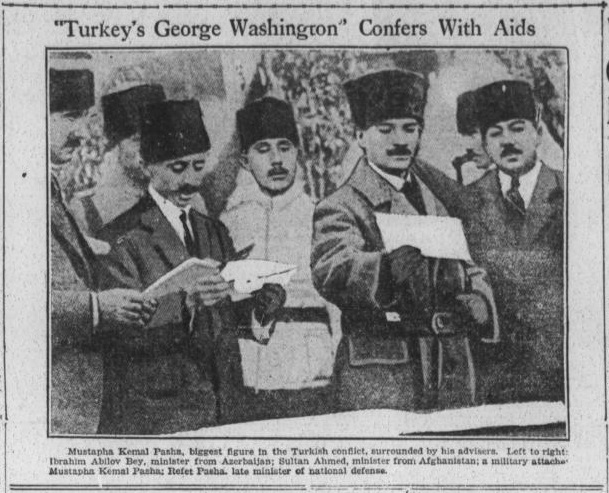
Le 13 octobre 1922, l’Abilene Daily Reporter, basé au Texas (États-Unis), qualifie Mustafa Kemal de « George Washington de la Turquie ».

Le sultan Mehmed VI, voyant son autorité s'effriter, met à prix la tête de Mustafa Kemal Pacha dont la popularité ne cesse de grandir en raison de son refus intransigeant de ce traité. Dès lors, Mustafa Kemal considère le sultan comme une marionnette des Alliés et propose l'abolition du régime monarchique. Les nouveaux députés élus lors d'un scrutin organisé par Mustafa Kemal se réunissent à Ankara et le 23 avril 1920, un nouveau pas vers la république de Turquie est accompli avec la fondation de la grande Assemblée nationale de Turquie (Türkiye Büyük Millet Meclisi). Le 29 avril 1920, un Comité exécutif est élu et déclare que le nouveau parlement est le gouvernement légal et provisoire du pays, lequel refuse alors catégoriquement les clauses du traité de Sèvres. Menacé, le sultan signe avec les Alliés un accord secret plaçant l'Empire ottoman tout entier sous mandat britannique et stipulant que le sultanat « met la puissance morale et spirituelle du Califat au service du Royaume-Uni dans tous les pays musulmans où s'exerce son influence ».
Le sultan, relayé par les hodja et les religieux, exhorte alors les Turcs à prendre les armes contre les nationalistes de Mustafa Kemal, présentés comme les « ennemis de Dieu ». L'inévitable guerre civile éclate dans toute sa brutalité. À Konya, les loyalistes arrachent les ongles et écartèlent les partisans de Mustafa Kemal. En représailles, les notables de la ville sont pendus publiquement par les forces kémalistes.
Au début, les nationalistes essuient plusieurs défaites, et l'armée du Sultan se rapproche d'Ankara, siège du nouveau parlement. Des désertions ont lieu dans les troupes de Mustafa Kemal. Ce dernier se voit contraint de se replier. Des militaires nationalistes qui devaient reprendre la ville d'Hendek aux loyalistes, fraternisent avec ceux-ci. Quelques jours plus tard, une division kémaliste entière est exterminée par l'Armée du Calife qui vient de conquérir une douzaine de grandes villes turques. Une mutinerie éclate au sein d'une milice kémaliste qui passe sous le contrôle du sultan. De son côté le général kémaliste Kâzım Karabekir a du mal à tenir son armée.

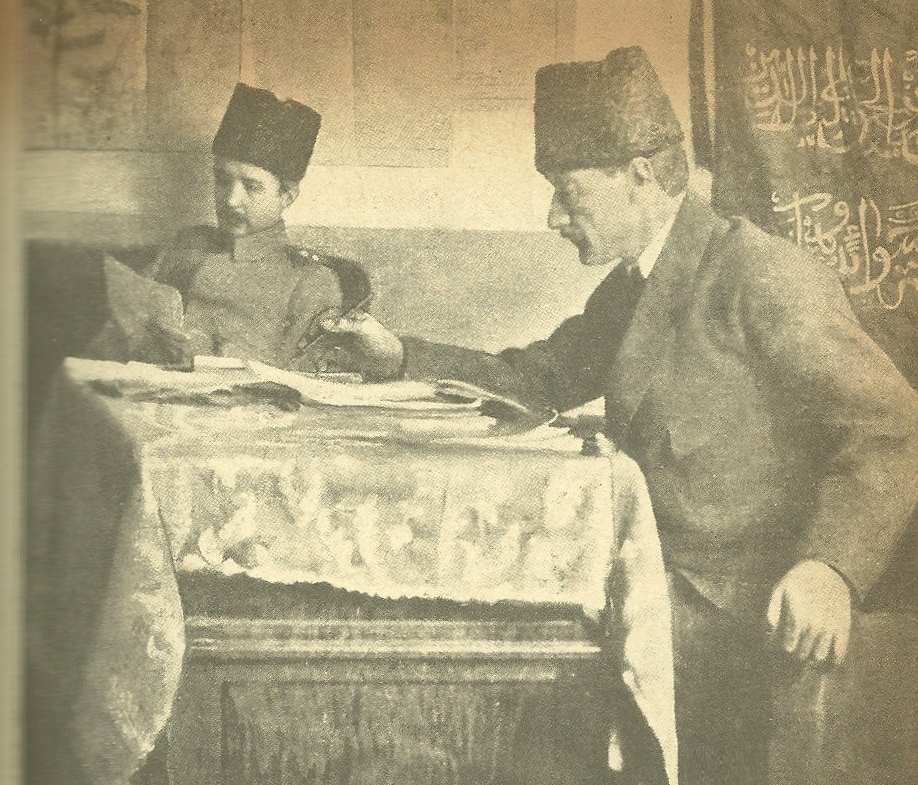
Les commandants turcs İsmet Pacha et Mustafa Kemal Pacha.

Face à l'avancée des forces gouvernementales, Mustafa Kemal se replie avec ses gardes du corps dans les bâtiments d'une ancienne école d'agriculture, où il vit en état d'alerte permanente, pour se protéger des agents du sultan voulant l'assassiner.
Mais à mesure que les clauses du traité de Sèvres, signé l'été 1920 et qui consacre le dépeçage de l'Empire, sont connues (et aussi à mesure que les armées alliées et les Commissions de contrôle prennent position dans le pays), le gouvernement du sultan perd le soutien des Turcs qui sont de plus en plus nombreux à se tourner vers les nationalistes. Le mouvement s'inverse, et les soldats de l'Armée du Calife décident l'arrêt des combats. Mustafa Kemal amnistie tout militaire qui se joindrait (ou qui reviendrait) à lui, charge ses généraux d'organiser la défense nationale et constitue un gouvernement de « salut public ». L'Armée du Calife se désagrège d'elle-même et l'on assiste dans certaines unités à des violences où des chefs se font égorger par leurs propres hommes qui estiment avoir été trahis. Début septembre 1920, elle a pratiquement disparu, sauf à Izmit où elle sert de couverture à la garnison britannique.
La désagrégation de l'Armée du Calife réduit à néant le pouvoir du sultan en Turquie, met fin à la guerre civile et inaugure les débuts de la guerre d'indépendance contre les troupes d'occupation.
Au début, Mustafa Kemal n'est pas le seul chef militaire à combattre pour l'indépendance turque. Un autre groupe notable est le Kuva-yi Seyyare (en) de Çerkes Ethem,,, d'obédience islamo-socialiste.

### Événements de la guerre
La Première bataille d'İnönü (en), en janvier 1921, est la première bataille de l'Armée de la grande assemblée nationale du côté turc. Çerkes Ethem, qui soutenait auparavant le mouvement d'indépendance, refuse désormais de combattre au sein de cette armée — ce qui ne signifie pas qu'il aurait rejoint les Grecs,,,.  
La plupart des historiens considèrent le débarquement grec à Smyrne, le 15 mai 1919, comme le début de la guerre d'indépendance turque et de la « phase Kuva-yi Milliye ». Dès le début, la cérémonie d'occupation fut tendue par la ferveur nationaliste : les Grecs ottomans saluèrent les soldats avec enthousiasme, tandis que les Turcs ottomans protestèrent contre le débarquement. Un malentendu au sein du haut commandement grec conduisit une colonne d'Evzones à défiler devant la caserne turque municipale. Le journaliste nationaliste Hasan Tahsin tira la « première balle » sur le porte-étendard grec à la tête des troupes, transformant la ville en zone de guerre. Süleyman Fethi Bey fut assassiné à la baïonnette pour avoir refusé de crier « Zito Venizelos » (qui signifie « Vive Venizelos »), et 300 à 400 soldats et civils turcs non armés, ainsi que 100 soldats et civils grecs, furent tués ou blessés  .  
Les troupes grecques se sont déplacées de Smyrne vers les villes de la péninsule de Karaburun ; vers Selçuk ,située à une centaine de kilomètres au sud de la ville, à un endroit clé qui domine la vallée fertile de la rivière Küçük Menderes ; et vers Menemen, au nord. La guérilla a commencé dans les campagnes, lorsque les Turcs ont commencé à s'organiser en groupes de guérilla irréguliers connus sous le nom de Kuva-yi Milliye (forces nationales).
Pendant le conflit, la Grèce ne reçoit aucun soutien extérieur. Certes, la Grande-Bretagne appuie son désir d'expansion territoriale mais elle refuse d'intervenir dans les combats afin de ne pas mécontenter les Français, qui mènent une politique favorable à Mustafa Kemal, républicain et champion de la laïcité. Par ailleurs, les troupes turques reçoivent une assistance significative de la Russie soviétique, État également républicain et laïque qui vient de voir le jour.
Après la défaite grecque lors de la Bataille d’Inönü, de Dumlupinar ainsi que à Sakarya, la Grèce se retire progressivement de l’Anatolie de l’ouest. L’armée grecque battue, quitta Smyrne en 1922 et les troupes kémaliste en prennent possession.
Le Front Sud, également appelé Campagne de Cilicie, couvre la guerre menée par les forces nationales kémaliste contre les unités légionnaires françaises composées de soldats français, algériens et arméniens. Le Royaume-Uni a occupé Mossoul , Iskenderun, Kilis, Antep, Maraş, Elbistan et Urfa. Les Français occupent Adana, Mersin et Osmaniye. En mettant fin à l'occupation, le Molla Mehmet Karayılan (en) a subi environ 6 400 pertes, infligeant aux Français des pertes des dizaines de fois supérieures à celles de sa propre unité. Ainsi, Karayılan est devenu une légende à Antep. Les troupes d’occupation ont commis de grandes cruautés contre la population des districts de Haçin (Saimbeyli), Sis (Kozan) et Pozantı, qui sont aujourd'hui Adana ; Les troupes ennemies ont fait bouillir des enfants à Haçin devant leurs mères et de grandes révoltes ont eu lieu. Finalement, le Sandjak de Sis (Kozan), le centre administratif de la région, fut libéré par la population locale le 2 juin 1920. 
À la suite de la lutte menée par Sütçü İmam à Maraş, l'ennemi, qui n'a pas pu tenir Maraş, a été contraint de quitter la ville (12 février 1920). La résistance turque organisée par Ali Saip (Ursavaş) Bey dans la ville d'Urfa s'est terminée avec succès. Les Français évacuèrent la ville le 11 avril 1920. Bien que les habitants d'Antep se soient révoltés contre les Français le 1er avril 1920, ils se rendirent le 9 février 1921. La France se retira de la région Sud en signant l'accord d'Ankara avec la Grande Assemblée nationale turque 
Après 1921, la France soutint la Turquie kémaliste contre la Grèce.

### Fin de la guerre
Après la défaite de la Grèce, de l'Arménie et du retrait français (en Cilicie), les Italiens et les Britanniques évacuent eux aussi à leur tour les territoires turcs occupés en Anatolie. La dernière ville libérée de l’occupation des alliées sera Constantinople.
Après la guerre, des réformes majeures sont faites, qui seront appelés par la suite « Les réformes kémalistes » qui changeront la Turquie à long terme. Plusieurs usines et entreprises seront construites pour favoriser l’industrialisation du pays épuisé par 4 guerres (voir; Guerre italo-turque, Guerre balkanique, Première Guerre mondiale et Guerre d’indépendance)

## Conséquences
Le traité de Lausanne, finalement signé en juillet 1923, conduisit à la reconnaissance internationale de la Grande Assemblée nationale comme gouvernement légitime de la Turquie et à la souveraineté de la République de Turquie comme État successeur de l'ancien Empire ottoman. La plupart des objectifs sous condition de souveraineté furent accordés à la Turquie. En plus des frontières terrestres plus favorables de la Turquie par rapport au traité de Sèvres. Les capitulations furent abolies, la question de Mossoul fut tranchée par un plébiscite de la Société des Nations en 1926, tandis que la frontière avec la Grèce et la Bulgarie fut démilitarisée. Les détroits turcs seraient sous la tutelle d'une commission internationale qui donna plus de voix à la Turquie (cet arrangement sera remplacé par la Convention de Montreux en 1936). La rivière Maritsa (Meriç) redeviendrait la frontière occidentale de la Turquie, comme elle l'était avant 1914. En conclusion, la Turquie retrouva sa pleine souveraineté politique et territoriale après la guerre mais son économie et son armée furent épuisées après plusieurs conflits. Le gouvernement kémaliste entreprendra des réformes majeures pour sortir le pays de cette crise, des lois comme le Varlik Vergisi (Impôts sur la fortune) furent mises en œuvre. 
La guerre d'indépendance turque inspire d'autres peuples musulmans à résister à la colonisation.
Note : Lors du traité de Lausanne de 1923, la Turquie n'a pas revendiqué les îles du Dodécanèse, malgré l’occupation temporaire par l'Italie et l'accord initial du traité d'Ouchy (1912) qui prévoyait leurs restitution à l'Empire ottoman après le retrait ottoman de Libye. Après la Première Guerre mondiale, la Turquie, affaiblie et en pleine guerre d'indépendance sous Mustafa Kemal Atatürk, s'est concentrée sur la consolidation de ses frontières anatoliennes et thraces, renonçant à des revendications territoriales extérieures comme le Dodécanèse. Le traité de Sèvres (1920), initialement imposé, avait déjà été rejeté par les nationalistes turcs, et le traité de Lausanne visait à stabiliser la nouvelle République turque en échange de concessions territoriales, y compris le Dodécanèse, annexé par l’Italie de Mussolini en 1923.
Le traité de Lausanne, signé le 24 juillet 1923, reflète ainsi une pragmatique acceptation par la délégation turque d’Ismet Inonu de la perte de ces îles, formalisée à l'article 15, pour sécuriser des gains plus cruciaux, comme la Thrace orientale et Smyrne, et mettre fin aux hostilités avec les Alliés.